# مديرية السبرة
مديرية السبرة إحدى مديريات محافظة إب في وسط اليمن. بلغ عدد سكانها 76576 نسمة عام 2004.

## الموقع الجغرافي
تقع مديرية السبرة إلى الشرق من مدينة إب على بُعد 18 كم. ويحدها من الشمال والشمال الشرقي مديرية بعدان ومن الغرب مديرية ريف إب ومديرية السياني ومن الشرق مديرية الحشاء في محافظة الضالع ومن الجنوب والجنوب الغربي مديرية ماوية في محافظة تعز.

## المساحة
تبلغ مساحة مديرية السبرة 230 كم2 تقريباً.

## التقسيم الإداري
تتكون مديرية السبرة من ثلاثه عشر مركزا سكانيا حضريا أهمها مركز المديرية نجد الجماعي وفيه توجد المقار الحكومية الرسمية والمؤسسات الخدمية العامة وهوائي اتصالات سبأفون ويمن موبيل وثلاثة مراكز اتصالات قطاع خاص. يلي مركز المديرية المراكز الحضرية الآتية:
مركزعزلة عروان (إب) -الشياعي - عزلة مطاية (إب) - بلاد الشعيبي العليا - بلاد الشعيبي السفلى - عزلة عينان (إب) - عزلة الازهور (إب) - زبيد - عزلة بني عاطف (إب) - عزلة الاخلود (إب) - الابروه - ادمات التربة - ومركز سورق المساعدة الغني بالآثار الحضارية القديمة والتي اكتشفت مؤخراً واعلن عنها في الصحف الرسمية والأهلية المستقلة.

## الطرق والمواصلات
ترتبط مراكز المديرية بشبكة من الطرق الحديثة أهمها طريق الوحدة الأسفلتي والذي يبدأ من مركز المحافظة إب - مفرق ميتم - نجد الجماعي - محافظة الضالع وطريق مفرق معسكر الحمزة -عينان - بني عاطف - ادمات - وطريق مفرق بيت العودي بلاد الشعيبي - الجوارف - الصوبان - والخط الدائري في مركز المديرية نجد الجماعي بالإضافة إلى طرق ترابية ممهدة مثل طريق نجد الجماعي - المحاط - بعدان.

## الجانب الديمقراطي
مديرية السبرة تمثل الدائرة الانتخابية (106) والمديرية ممثلة بعضو في مجلس النواب وعضو في المجلس الاستشاري وتتكون من دائرة برلمانية واحدة وعشرين دائرة انتخابية محلية هي:
1. النجاح نجد الجماعي
2. القفل السبطين
3. الجيل الجديد مطاية
4. المحاط
5. الإصلاح الصيحار
6. السوائل
7. الريامة الوحدة صلافح
8. الغبيراء خالد بن الوليد
9. الحود التوفيق
10. الأكيمة
11. النهضة الحجرية
12. الجرف زبيد
13. رباط البرير
14. الجاح الأزهور
15. الجرفة
16. حجر
17. التربة
18. الذراع
19. منعم
20. الوفاء جري الصباري

## الجانب الاجتماعي والسياسي والثقافي
تشهد المديرية حراكا سياسيا يتمثل بخمسة أحزاب رئيسية هي:
1. المؤتمر الشعبي العام
2. التجمع اليمني للإصلاح
3. حزب البعث العربي الاشتراكي القومي
4. الحزب الاشتراكي اليمني
5. التنظيم الوحدوي الشعبي الناصري

## التعداد السكاني
يبلغ التعداد السكاني لمديرية السبرة (69872) نسمه تقريباً بحسب تعداد العام 2004 م.
يعمل معظمهم في مجال الزراعة والتجارة وسلك والتدريس التربوي والمهني والمؤسسات الحكومية ومهن حرة وتقنية أخرى وتتركز الهجرة الخارجية لأبناء المديرية باتجاه الولايات المتحدة الأمريكية والمملكة العربية السعودية والمملكة المتحدة وبريطانيا، وللمغتربين دور كبير في النهضة العمرانية الحديثة التي تشهدها المديرية.

## المساجد والقلاع
تضم مديرية السبرة مخزونا تراثيا وحضاريا يعتد به من المساجد والمباني والقلاع التاريخية القديمة أشهرها:
1. المسجد الجامع في مركز نجد الجماع ويعود بنائه إلى العلامة أحمد عبد الباقي الجماعي بُني في العام {1054} هجرية.
2. مسجد قبة الجوارف بلاد الجعدي والذي يرتبط تأريخه بالمصلح الديني الحاج عمران.
3. جامع اسحاق في مركز التربة.
4. مسجد وضريح الحاج مفضل الذي تنتمي آثاره لتاريخ اليمن القديم في مركز الأزهور ويبلغ عمره 750 عاما تقريباً.

ومن الحصون والقلاع حصن منيف وقلعة سبرة بني عاطف المبنى الحكومي السابق للمديرية والتي شهدت أحداث مقاومة ضد الأتراك العثمانيين واستشهد فيها بعض أبناء المديرية، وحصن المنصورة وهي مبنى حكومي، وحصن سرقة شرق قرية الأكيمة ودار الحصن في مركز المديرية وحصون وقلاع أخرى.
بالإضافة إلى مسطح ذي عسل مركز عينان والذي يمثل موقعا سياحيا هام انطلاقاً من شهرته الأسطورية وهو عبارة عن مسطح صخري كبير تروي قصته انه إذا وضع أحد الأشخاص يده عليه ولم يتحرك فإن الشخص يكون مولود غير شرعي.
وكانت هذه الأسطورة قد جرت على مدير المديرية في زمن الحكم الامامي البائد والذي كان يسمى العامل ويقال أنه عندما وضع يده على الصخرة لم تتحرك فاستشاط غضب وامر بتحطيمها وما تزال الصخرة حتى الآن تروي حكايتها الأسطورية.

## الجانب التعليمي
تشهد مديرية السبرة نهضة تعليمية كبيرة في مجال التعليم العام حيث تغطي مدارس التعليم الأساسي والثانوي كافة قرى ومراكز المديرية ومن أكبر مدارس التعليم الثانوي: ثانوية نجد الجماعي - ومدرسة خولة الأساسية للبنات ومدرسة النجاح بنجد الجماعي، ومدرسه الشهيد العودي ومدرسه الوفاء، الصباري، النهضة الحجرية، نجد، نعمان، المساعدة، سورق. هذه المدارس التي رفدت المديرية بالكوادر المؤهلة من المعلمين والضباط والأطباء والمهندسين بمختلف التخصصات العلمية والتقنية.

## الأسواق
1. الاسواق الأسبوعية: سوق الأحد الحجرية، سوق الجمعة نجد الجماعي.
2. المراكز التجارية: مركز المحوى المشهور بتجارة وبيع القات الشعيبي، مركز ادمات، مركز نجد الجماعي، بالإضافة إلى المراكز التجارية الثانوية التي تُقام في أماكن بيع القات وزراعته.

## المحاصيل الزراعية
من أهم المحاصيل الزراعية في مديرية السبرة الذرة الشاميه والرفيعة بالإضافة إلى شجرة القات التي كادت تغطي الرقعة الزراعية ذات التربة الخصبة كما توجد الخضار والفواكه المحلية في مركز عروان وادمات التربة. تعتمد أغلب المحاصيل على مياه الأمطار الموسمية الصيفية والمياه السطحية والجوفية عن طريق الحفر اليدوي العشوائي والارتوازي بأسلوب الري البدائي. ولتطوير الجانب الزاعي وزيادت الإنتاج الغذائي المحلي في المديرية أنشأت الدولة سد الحاجز المائي في قبة العارضة جنوب وادي الحبيل الزراعي ويعتبر من المشاريع المائية الكبيرة التي يستفاد منها بحجز مياه الأمطار الصيفية السنوية وتغذية المياه الجوفية.

## المُناخ
يسود مديرية السبرة مُناخ معتدل صيفاً وبارد شتاءً في المرتفعات الجبلية والغيول المائية مصحوب بظاهرة الصقيع.

## التضاريس
تنقسم التضاريس في مديرية السبرة إلى ثلاثة أقسام رئيسية تتمثل بالآتي:
1. الأودية: وأشهرها وادي عينان، وادي ادمات، وادي المحاط مطاية، وادي حير، وادي ملاح بلاد الشعيبي، وادي الصيحار، وادي التربة، وادي اييب، وادي الصراح مركز زبيد.
2. السهول: وأشهرها غيل بلاد الشعيبي، القبة، الصوبان والذي يلتقي بغيل ميتم.
3. الجبال: ذات طبيعة صخرية نارية ومنها: جبل شقبه ، جبل سعيد في قرية اييب العليا والذي عُرف بانفجاراته البركانية إلا أنه توقف منذُ عشر سنوات تقريباً،جبل منيف الحود في بلاد الشعيبي السفلى، جبل تريد الميادين في بلاد الشعيبي العليا، وجبل المحرم، وجبل الظلم وهو عبارة عن محميه طبيعية وسياحية.

أعلى الجبال وأشهرها جبل سورق الذي يبلغ ارتفاعه 2500 متر فوق مستوى سطح البحر. يتوسط جبل سورق ثلاث محافظات يمنية هي تعز (مديرية ماوية)، ومحافظة إب (مديرية السبرة) ومحافظة الضالع (مديرية الحشا) ويمتد الجبل في مساحات واسعة من هذه المحافظات تبلغ حوالي 450 كم2 محتويا بين شعابه ووديانه العديد من القرى. ذكر الجبل في مراجع تاريخية قديمة باسم جبل الصردف.